# 王政忠
王政忠（?—?），后周到宋朝初年将领，宋太祖义社十兄弟之一。
与赵匡胤、李继勋、石守信、王审琦、刘庆义、刘守忠、刘廷让、韩重赟、杨光义等九人结为“义社十兄弟”，开宝八年（975年）五月，王政忠以解州刺史权知晋州（今山西省临汾市）兼兵马钤辖。开宝九年（976年）八月，宋太祖命党进、潘美为帅，进攻北汉，属下一路由郝崇信和解州刺史王政忠统领，从汾州进攻太原。九月，宋军在太原城下击败北汉军。十月，宋太祖驾崩，太宗赵光义即位，召还诸将。